# Holdi meteoritok

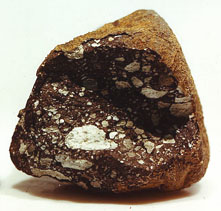
Az első holdi meteorit az Allan Hills 81005. Az Antarktiszon gyűjtötték.

A holdi meteoritok olyan meteoritok, amelyek a Holdról szakadtak ki kozmikus becsapódások során és a Földre hullottak meteoritként.

## A holdi meteoritok fölfedezése az Allan Hillen, az Antarktiszon
Már az „égből hulló kövek” nagy tudományos vitája idején, a 18. és a 19. század fordulóján fölmerült a Holdról érkező meteoritok lehetősége. Az első igazolhatóan holdi eredetű meteoritot azonban csak az Apollo-program kőzetgyűjtései és az azokon végzett vizsgálatok után találták meg. Ez a találás az Antarktiszon történt 1982-ben. A talált meteorit neve és sorszáma Allan Hills 81005. A minta a Smithsonian Institutba került, ahol Brian Mason állapította meg, hogy a minden eddigi meteorittól elütő kőzetminta holdi meteorit.

## Az első japán holdi meteorit az Antarktiszon a Yamato-hegységből
1969-ben kezdtek módszeres meteoritgyűjtést az Antarktiszon a japánok. A ’70-es évek végén már több ezer példányt gyűjtöttek össze, melyek között több eddig nem azonosított típus fordult elő. Röviddel az amerikai azonosítás után a japán kozmopetrográfusok is találtak egy holdi meteoritot az antarktiszi meteoritok között. Ennek a lelőhelye és sorszáma a Yamato 791197 volt. Máig mintegy 120 holdi meteoritot ismerünk, melyek a párosítások után 50 különböző holdi meteoritot adnak.

## Helyük a NIPR Antarktiszi Meteoritok Mintagyűjteményében
A Japán Sarkkutató Intézet, (angolul: National Institute of Polar Research: NIPR) a Tokiói Egyetem egyik intézete. 1969 óta egyik részlege a meteoritok kutatásával foglalkozik. Az Antarktiszi Meteoritkutató központ 1993-ban elkészített 20 darab, 30 vékonycsiszolatból álló gyűjteményt. Ennek a 11-es és 12-es számú mintája holdi meteoritot mutat be. A 11-es minta (Yamato-86032) egy holdi regolit breccsa. A NASA készlet 72275-ös mintájához hasonlít. A 12-es minta egy mare gabbro (Asuka-881757).
A minták a tanév második félévében, vagyis a naptári év első felében, az ELTE TTK Kozmikus Anyagokat Vizsgáló Űrkutató Csoport (=KAVÜCS)-nál (Fizika Intézet, Anyagfizika Tanszék) tanulmányozhatók. (lásd. pl. Fizika tanösvény)

## Meteoritok a Holdon
Az Apollo-expedíciók űrhajósai is találtak meteoritot a Holdon járva.

## Külső hivatkozások
- G. J. Taylor cikke: New Lunar Meteorite Provides its Lunar Address and Some Clues about Early Bombardment of the Moon
- Holdi meteoritok listája, tanulmányokkal
- Holdi meteoritok katalógusa a Washington Egyetemen